# Tenuipalpus protumidus
Tenuipalpus protumidus är en spindeldjursart som beskrevs av Meyer 1993. Tenuipalpus protumidus ingår i släktet Tenuipalpus och familjen Tenuipalpidae. Inga underarter finns listade i Catalogue of Life.